# Glavica (żupania karlowacka)
Glavica – wieś w Chorwacji, w żupanii karlowackiej, w gminie Bosiljevo. W 2011 roku liczyła 34 mieszkańców.